# Puerto Lápice
Puerto Lápice é um município da Espanha na província de Ciudad Real, comunidade autónoma de Castilla-La Mancha, de área 54,85 km² com população de 1052 habitantes (2009) e densidade populacional de 19,18 hab/km².

## Demografia
| Variação demográfica do município entre 1991 e 2004 | Variação demográfica do município entre 1991 e 2004 | Variação demográfica do município entre 1991 e 2004 | Variação demográfica do município entre 1991 e 2004 |
| --------------------------------------------------- | --------------------------------------------------- | --------------------------------------------------- | --------------------------------------------------- |
| 1991                                                | 1996                                                | 2001                                                | 2004                                                |
| 1013                                                | 1041                                                | 1026                                                | 1008                                                |